# Tinacrucis sebasta
Tinacrusis sebasta es una especie de polilla de la familia Tortricidae. 

## Distribución
Se encuentra en Guatemala y México (Chiapas, Veracruz).